# Bình Hòa-i mészárlás
A Bình Hòa-i mészárlás egyike a vietnámi civilek ellen elkövetett tömeggyilkosságoknak, amelyet Dél-Korea katonasága művelt a vietnámi háborúban 1966. december 3. és december 6. között a Quảng Ngãi tartományban fekvő Bình Hòa községben, és amelynek több mint négyszázan estek áldozatul. Léteznek források, amelyek szerint a mészárlás már sokkal korábban, október végén végbemehetett.
Bình Hòa-t megelőzően a koreai katonák két tömeggyilkosságot követtek el: az egyiket 1966 októberében Bình Tai-nál (kb. 160 áldozat), a másikat Bình An és Tây Vinh között 1966. februárja és márciusa között (1200 áldozat).
Bình Hòa területén a Kék Sárkány Brigád nevű koreai egység állomásozott, amely bűntett elkövetéséért volt felelős. A faluban főleg időseket, gyerekeket és nőket (köztük várandós kismamákat) mészároltak le. A koreai katonák minden házat felgyújtottak és elpusztítottak több száz háziálatot (bivalyokat, teheneket) is. A túlélők az eseményeket követően a Vietkongokhoz csatlakoztak.
Bình Hòa-nál odaveszett civilek száma 422 és 430 fő között van, ebből 166-an gyerekek voltak. A mészárlásról sokáig nem esett szó a nyilvánosság előtt, csak az 1980-as években tárta fel az eseményeket Justin Wintle brit újságíró, aki a helyszínen is tájékozódott. A dél-koreai hadsereg által Vietnámban elkövetett visszaélésekről, így a Bình Hòa-i mészárlásról is, dokumentumfilm készült 2017-ben.

## Lásd még
- Phong Nhị-i és Phong Nhất-i mészárlás
- Hà My-i mészárlás
- Mỹ Lai-i mészárlás

## Egyéb források
- Kim, Hyun Sook Lee (2001): Korea's "Vietnam Question": War Atrocities, National Identity, and Reconciliation. Positions: East Asia Cultures Critique. 622-635. o.